# ودجون أمريكي
الودجون الأمريكي (بالإنجليزية: American wigeon)‏ (الإسم العلمي:Anas americana)، هو أحد أنواع طائفة الطيور، يقطن في أمريكا الشمالية، ويُصنف من ضمن أنواع طائر الودجون.